# 다카라즈카 가극단 103기생
다카라즈카 가극단 103기생은 2015년 4월에 다카라즈카 음악학교에 입학, 2017년 3월 다카라즈카 가극단에 입단한 40명을 가리킨다.

## 개요
2015년 음악학교 수험자 수는 1063명, 합격자 40명, 경쟁률은 26.6 : 1이었다.
초무대의 연목은 사기리 세이나・사키히 미유 톱 콤비 퇴단공연인 유키구미 「막말태양전／Dramatic “S”!」이다.
라인댄스의 안무가는 KAZUMI-BOY가 담당했다. 초무대생의 연출 담당을 맡은 것이 이번이 처음이다.
5월 30일자로 조배속이 완료되었다.
| 신인공연      | 바우홀          | 동상공연      | 에트와르        |
| ------------- | --------------- | ------------- | --------------- |
| 키나미 라이토 | 아사노하 코토노 | 유메시로 아야 | 아사노하 코토노 |
| 아논 유세이   | 유메시로 아야   |               | 시라카와 리리   |
| 시라카와 리리 |                 |               |                 |
| 하온 미카     |                 |               |                 |
| 유메시로 아야 |                 |               |                 |
| 루리 하나카   |                 |               |                 |

## 단원 추락사 문제
2023년 9월 30일, 입단 7년차를 맞이한 소라구미 여역인 아리아 키이가 선배들의 극단 이지매 때문에 다카라즈카시 내의 키이의 자택 맨션 부지내에 쓰러져있는 것을 발견되었다. 현장의 상황으로 보아, 투신 자살을 한 것으로 보인다. 이에 따라, 전날에 초일을 맞이한 소라구미 공연 「PAGAD／Sky Fantasy!」는, 다음날 이후의 공연이 전 일정 중지되었다.
자살한 단원의 유족 측은 신인공연의 정리 담당 역할 이었던 해당 단원에게 극단이 과잉 업무를 부과하고, 소라구미 상급생이 집요하게 질책한 것이 갑질에 해당한다고 주장하며, 극단 측에 의견서를 제출하며, 사죄를 요구했다. 극단은 같은 해 11월에 조사 보고서를 공표해, 과중 노동 등 극단 측의 과실은 인정했지만, 극단원에 의한 괴롭힘이나 갑질은 "확인할 수 없었다"라고 했다. 또, 회견에서 무라카미 코지 전무 이사가 "(이지메가 있었다고 한다면) 증거를 보여 주었으면 한다"라고 발언을 해, 물의를 빚었다.
2024년 3월 28일, 유족과 다카라즈카 가극단, 모회사인 한큐 한신 홀딩스, 한큐 전철과의 사이에서 합의서가 체결된 것을 발표했다. 유족 측이 호소한 15개의 항목의 갑질 중, 14개의 함옥에 대해 인정해, 한큐 한신 HD의 카즈오 회장이 유족에게 직접 사죄한 것을 설명했다. 갑질에는 소라구미 상급생 7명, 극단 프로듀서 2명, 연출 담당자 1명, 총 10명이 관련되어 있어, 이 중 6명이 유족에게 사죄문을 제출했다고 했다. 무라카미 코지 이사장은 "극단이 제대로 괴롭힘 관련 교육을 하지 않은 것이 원인"이라고 해, 소라구미 상급생에 대해서는 처분하지 않을 것을 확실히 했다. 또, 재개하는 경우의 소라구미에 대해서도 "현 단계에서는 같은 체제로 재개하고 싶다고 생각하고 있다"고 했다.
아리아 키이의 여동생이자 102기생 이치카 아오는 이사건 때문에 퇴단을 했다.

## 주요 학생

### 현역
- 유메시로 아야 : 유키구미 톱여역
- 키나미 라이토 : 하나구미 남역
- 아논 유세이 : 소라구미 남역
- 아사노하 코토노 : 하나구미 여역
- 시라카와 리리 : 츠키구미 여역
- 하온 미카 : 츠키구미 여역
- 루리 하나카 : 호시구미 여역

## 일람
| 읽는 법         | 생일      | 출신지                  | 출신 학교                         | 신장(cm) | 애칭             | 역할 | 퇴단년도 | 비고                                                            |
| --------------- | --------- | ----------------------- | --------------------------------- | -------- | ---------------- | ---- | -------- | --------------------------------------------------------------- |
| 花束ゆめ        | 9월 18일  | 도쿄도 네리마구         | 도쿄학예대학부속 국제중등교육학교 | 160      | 케이카           | 여역 | 2022년   |                                                                 |
| 하나타바 유메   | 9월 18일  | 도쿄도 네리마구         | 도쿄학예대학부속 국제중등교육학교 | 160      | 케이카           | 여역 | 2022년   |                                                                 |
| 瑠璃花夏        | 7월 1일   | 교토부 교토시           | 교토코게고교                      | 160      | 치나, 루리하나   | 여역 |          |                                                                 |
| 루리 하나카     | 7월 1일   | 교토부 교토시           | 교토코게고교                      | 160      | 치나, 루리하나   | 여역 |          |                                                                 |
| 羽音みか        | 11월 28일 | 오사카부 오사카시       | 바이카고교                        | 166      | 미카코, 미-      | 여역 |          | 언니 세리나 에이 (101)                                          |
| 하온 미카       | 11월 28일 | 오사카부 오사카시       | 바이카고교                        | 166      | 미카코, 미-      | 여역 |          | 언니 세리나 에이 (101)                                          |
| 夢白あや        | 8월 27일  | 도쿄도 스기나미구       | 묘죠가쿠엔고교                    | 163      | 아야카, 못티-    | 여역 |          |                                                                 |
| 유메시로 아야   | 8월 27일  | 도쿄도 스기나미구       | 묘죠가쿠엔고교                    | 163      | 아야카, 못티-    | 여역 |          |                                                                 |
| 彩路ゆりか      | 8월 4일   | 오사카부 토요나카시     | 부립유히가오카고교                | 171      | 미와             | 남역 |          |                                                                 |
| 아야지 유리카   | 8월 4일   | 오사카부 토요나카시     | 부립유히가오카고교                | 171      | 미와             | 남역 |          |                                                                 |
| 侑蘭粋          | 5월 14일  | 이시카와현 카나자와시   | 카나자와대학부속고교              | 164      | 유란             | 여역 | 2024년   |                                                                 |
| 유란 스이       | 5월 14일  | 이시카와현 카나자와시   | 카나자와대학부속고교              | 164      | 유란             | 여역 | 2024년   |                                                                 |
| 朝葉ことの      | 10월 3일  | 도쿄도 메구로구         | 야쿠모가쿠엔고교                  | 163      | 콧쨩, 코토네     | 여역 |          |                                                                 |
| 아사노하 코토노 | 10월 3일  | 도쿄도 메구로구         | 야쿠모가쿠엔고교                  | 163      | 콧쨩, 코토네     | 여역 |          |                                                                 |
| 星咲希          | 1월 17일  | 오카야마현 쿠라시키시   | 현립쿠라시키코죠치고교            | 161      | 노조밍           | 여역 |          | 언니 키라라 우미 (100)                                          |
| 호시사키 노조미 | 1월 17일  | 오카야마현 쿠라시키시   | 현립쿠라시키코죠치고교            | 161      | 노조밍           | 여역 |          | 언니 키라라 우미 (100)                                          |
| 天咲礼愛        | 2월 13일  | 오카야마현 오카야마시   | 슈지츠고교                        | 162      | 레나레나         | 여역 | 2023년   | 언니 아마나 루리아 (102)                                        |
| 아마사키 레아   | 2월 13일  | 오카야마현 오카야마시   | 슈지츠고교                        | 162      | 레나레나         | 여역 | 2023년   | 언니 아마나 루리아 (102)                                        |
| 涼葉まれ        | 10월 15일 | 치바현 아비코시         | 현립마츠도고교                    | 170      | 마이마이, 하마레 | 남역 |          |                                                                 |
| 료하 마레       | 10월 15일 | 치바현 아비코시         | 현립마츠도고교                    | 170      | 마이마이, 하마레 | 남역 |          |                                                                 |
| 大河そあ        | 11월 23일 | 도쿄도 스기나미구       | 세이케이고교                      | 172      | 스즈, 소아       | 남역 | 2018년   |                                                                 |
| 타이가 소아     | 11월 23일 | 도쿄도 스기나미구       | 세이케이고교                      | 172      | 스즈, 소아       | 남역 | 2018년   |                                                                 |
| 壮海はるま      | 3월 31일  | 아키타현 아키타시       | 세이레이여자단기대학부속고교      | 174      | 시마             | 남역 |          |                                                                 |
| 소미 하루마     | 3월 31일  | 아키타현 아키타시       | 세이레이여자단기대학부속고교      | 174      | 시마             | 남역 |          |                                                                 |
| 聖海由侑        | 2월 12일  | 카나가와현 카와사키시   | 케이센죠가쿠엔중학                | 169      | 세-, 메구미      | 남역 | 2024년   |                                                                 |
| 세이미 유       | 2월 12일  | 카나가와현 카와사키시   | 케이센죠가쿠엔중학                | 169      | 세-, 메구미      | 남역 | 2024년   |                                                                 |
| 愛羽あやね      | 10월 18일 | 오사카부 오사카시       | 무코가와여자대학 부속고교         | 160      | 아야넹           | 여역 |          |                                                                 |
| 마나하 아야네   | 10월 18일 | 오사카부 오사카시       | 무코가와여자대학 부속고교         | 160      | 아야넹           | 여역 |          |                                                                 |
| 紘希柚葉        | 4월 19일  | 도쿄도 오오타구         | 일본여자대학부속고교              | 173      | 유즈하           | 남역 |          |                                                                 |
| 히로키 유즈하   | 4월 19일  | 도쿄도 오오타구         | 일본여자대학부속고교              | 173      | 유즈하           | 남역 |          |                                                                 |
| 希波らいと      | 1월 13일  | 카나가와현 카와사키시   | 일본대학중학                      | 175      | 라이토           | 남역 |          |                                                                 |
| 키나미 라이토   | 1월 13일  | 카나가와현 카와사키시   | 일본대학중학                      | 175      | 라이토           | 남역 |          |                                                                 |
| 詩希すみれ      | 10월 17일 | 도쿄도 쵸후시           | 토요에이와죠가쿠인 고등부         | 161      | 아키농, 논탄     | 여역 |          | 엄마 키리하시 쇼코 (72)                                         |
| 시키 스미레     | 10월 17일 | 도쿄도 쵸후시           | 토요에이와죠가쿠인 고등부         | 161      | 아키농, 논탄     | 여역 |          | 엄마 키리하시 쇼코 (72)                                         |
| 碧咲伊織        | 7월 30일  | 아이치현 카스가이시     | 나고야국제고교                    | 168      | 시라, 이오       | 남역 | 2020년   |                                                                 |
| 아오사키 이오리 | 7월 30일  | 아이치현 카스가이시     | 나고야국제고교                    | 168      | 시라, 이오       | 남역 | 2020년   |                                                                 |
| 白河りり        | 3월 31일  | 오사카부 히가시오사카시 | 칸사이대학호쿠요중학              | 163      | 링링             | 여역 |          |                                                                 |
| 시라카와 리리   | 3월 31일  | 오사카부 히가시오사카시 | 칸사이대학호쿠요중학              | 163      | 링링             | 여역 |          |                                                                 |
| 莉奈くるみ      | 3월 18일  | 도쿄도 신주쿠구         | 쥬몬지고교                        | 162      | 쿠루미, 리나쿠루 | 여역 |          |                                                                 |
| 리나 쿠루미     | 3월 18일  | 도쿄도 신주쿠구         | 쥬몬지고교                        | 162      | 쿠루미, 리나쿠루 | 여역 |          |                                                                 |
| 栞菜ひまり      | 6월 2일   | 오사카부 야오시         | 오사카학예고교                    | 164      | 칸나, 히마       | 여역 | 2023년   |                                                                 |
| 칸나 히마리     | 6월 2일   | 오사카부 야오시         | 오사카학예고교                    | 164      | 칸나, 히마       | 여역 | 2023년   |                                                                 |
| 羽玲有華        | 2월 15일  | 도쿄도 코가네이시       | 시립미도리중학                    | 172      | 레미, 다레미     | 남역 |          |                                                                 |
| 하레이 유카     | 2월 15일  | 도쿄도 코가네이시       | 시립미도리중학                    | 172      | 레미, 다레미     | 남역 |          |                                                                 |
| 音佳りま        | 3월 17일  | 효고현 이보군           | 산요여자중학                      | 169      | 리마             | 남역 | 2019년   |                                                                 |
| 오토카 리마     | 3월 17일  | 효고현 이보군           | 산요여자중학                      | 169      | 리마             | 남역 | 2019년   |                                                                 |
| 彩妃花          | 7월 4일   | 교토부 교토시           | 노트르담죠가쿠인고교              | 165      | 하나             | 여역 | 2024년   |                                                                 |
| 아야히 하나     | 7월 4일   | 교토부 교토시           | 노트르담죠가쿠인고교              | 165      | 하나             | 여역 | 2024년   |                                                                 |
| 海叶あさひ      | 12월 20일 | 카나가와현 사가미하라시 | 아자부대학부속고교                | 172      | 히-, 아부        | 남역 |          |                                                                 |
| 카이토 아사히   | 12월 20일 | 카나가와현 사가미하라시 | 아자부대학부속고교                | 172      | 히-, 아부        | 남역 |          |                                                                 |
| 有愛きい        | 4월 22일  | 교토부 교토시           | 노트르담죠가쿠인고교              | 164      | 나미, 아리아     | 여역 | 2023년   | 쌍둥이 동생 이치카 아오 (102) 극단 이지메 피해자. 재단 중 사망. |
| 아리아 키이     | 4월 22일  | 교토부 교토시           | 노트르담죠가쿠인고교              | 164      | 나미, 아리아     | 여역 | 2023년   | 쌍둥이 동생 이치카 아오 (102) 극단 이지메 피해자. 재단 중 사망. |
| 亜音有星        | 2월 14일  | 사가현 사가시           | 시립야마토중학                    | 173      | 유키노, 피로     | 남역 |          | 언니 소부 사키호 (99)                                           |
| 아논 유세이     | 2월 14일  | 사가현 사가시           | 시립야마토중학                    | 173      | 유키노, 피로     | 남역 |          | 언니 소부 사키호 (99)                                           |
| 二葉ゆゆ        | 2월 26일  | 효고현 탄바시           | 시립아오가키중학                  | 162      | 유유             | 여역 |          |                                                                 |
| 후타바 유유     | 2월 26일  | 효고현 탄바시           | 시립아오가키중학                  | 162      | 유유             | 여역 |          |                                                                 |
| 瑠皇りあ        | 10월 1일  | 오사카부 스이타시       | 바이카고교                        | 169      | 삿사, 루오리아   | 남역 |          |                                                                 |
| 루오 리아       | 10월 1일  | 오사카부 스이타시       | 바이카고교                        | 169      | 삿사, 루오리아   | 남역 |          |                                                                 |
| 瑛美花れな      | 5월 27일  | 도쿄도 오오타구         | 성도미니코가쿠인고교              | 164      | 타루타루, 에레   | 여역 | 2023년   |                                                                 |
| 에미카 레나     | 5월 27일  | 도쿄도 오오타구         | 성도미니코가쿠인고교              | 164      | 타루타루, 에레   | 여역 | 2023년   |                                                                 |
| 爽悠季          | 4월 27일  | 미국 뉴욕주             | Paul D.Schreiber High School      | 172      | 캇시-            | 남역 |          |                                                                 |
| 소 유우키       | 4월 27일  | 미국 뉴욕주             | Paul D.Schreiber High School      | 172      | 캇시-            | 남역 |          |                                                                 |
| 琴美くらら      | 6월 3일   | 사이타마현 니이자시     | 현립예술종합고교                  | 163      | 코토미쿠         | 여역 |          |                                                                 |
| 코토미 쿠라라   | 6월 3일   | 사이타마현 니이자시     | 현립예술종합고교                  | 163      | 코토미쿠         | 여역 |          |                                                                 |
| 颯美汐紗        | 11월 1일  | 오사카부 오사카시       | 부립이치오카고교                  | 169      | 야스하           | 남역 |          |                                                                 |
| 하야미 시오사   | 11월 1일  | 오사카부 오사카시       | 부립이치오카고교                  | 169      | 야스하           | 남역 |          |                                                                 |
| 紗蘭令愛        | 12월 22일 | 도쿄도 아라카와구       | 리츠쿄죠가쿠인고교                | 173.5    | 사란, 레이아     | 남역 |          | 동생 세나 미란 (107)                                            |
| 사란 레이아     | 12월 22일 | 도쿄도 아라카와구       | 리츠쿄죠가쿠인고교                | 173.5    | 사란, 레이아     | 남역 |          | 동생 세나 미란 (107)                                            |
| まのあ澪        | 2월 24일  | 효고현 다카라즈카시     | 히바리가오카가쿠엔고교            | 162      | 케이디           | 여역 | 2024년   |                                                                 |
| 마노아 미오     | 2월 24일  | 효고현 다카라즈카시     | 히바리가오카가쿠엔고교            | 162      | 케이디           | 여역 | 2024년   |                                                                 |
| なつ颯都        | 11월 8일  | 사이타마현 카와구치시   | 시립아오키중학교                  | 175      | 낫층             | 남역 | 2020년   |                                                                 |
| 나츠 하야토     | 11월 8일  | 사이타마현 카와구치시   | 시립아오키중학교                  | 175      | 낫층             | 남역 | 2020년   |                                                                 |
| あまの輝耶      | 4월 14일  | 오사카부 오사카시       | 옷테몬가쿠인테마에중학            | 164.5    | 카구야           | 여역 | 2021년   |                                                                 |
| 아마노 카구야   | 4월 14일  | 오사카부 오사카시       | 옷테몬가쿠인테마에중학            | 164.5    | 카구야           | 여역 | 2021년   |                                                                 |
| 毬矢ソナタ      | 11월 10일 | 효고현 고베시           | 고베류쿄쿠고교                    | 172      | 쿙쿙             | 남역 |          |                                                                 |
| 마리야 소나타   | 11월 10일 | 효고현 고베시           | 고베류쿄쿠고교                    | 172      | 쿙쿙             | 남역 |          |                                                                 |
| 琉稀みうさ      | 2월 24일  | 치바현 나라시노시       | 쇼와가쿠인고교                    | 172      | 미우             | 남역 | 2023년   |                                                                 |
| 루키 미우사     | 2월 24일  | 치바현 나라시노시       | 쇼와가쿠인고교                    | 172      | 미우             | 남역 | 2023년   |                                                                 |
| 孔雅といろ      | 5월 17일  | 도쿄도 아다치구         | 아오모리야마다고교                | 173      | 맛쿠스           | 남역 | 2019년   |                                                                 |
| 코가 토이로     | 5월 17일  | 도쿄도 아다치구         | 아오모리야마다고교                | 173      | 맛쿠스           | 남역 | 2019년   |                                                                 |

## 성적 변화
| 하나구미 소속 생도 성적 | 하나구미 소속 생도 성적 | 하나구미 소속 생도 성적 | 하나구미 소속 생도 성적 | 하나구미 소속 생도 성적 | 하나구미 소속 생도 성적 | 하나구미 소속 생도 성적 | 하나구미 소속 생도 성적 |
| -                       | 입단 (2017년)           | 연1 (2018년)            | 연1 (2018년)            | 연3 (2020년)            | 연3 (2020년)            | 연5 (2022년, 확정)      | 연5 (2022년, 확정)      |
| ----------------------- | ----------------------- | ----------------------- | ----------------------- | ----------------------- | ----------------------- | ----------------------- | ----------------------- |
| 1                       | 아사노하 코토노         | ↑1                      | 료하 마레               | →                       | 료하 마레               | ↑1                      | 아사노하 코토노         |
| 2                       | 료하 마레               | ↓1                      | 아사노하 코토노         | →                       | 아사노하 코토노         | ↓1                      | 료하 마레               |
| 3                       | 키나미 라이토           | ↑1                      | 시키 스미레             | →                       | 시키 스미레             | ↑2                      | 키나미 라이토           |
| 4                       | 시키 스미레             | ↓1                      | 키나미 라이토           | ↑3                      | 카이토 아사히           | ↓1                      | 시키 스미레             |
| 5                       | 카이토 아사히           | ↑1                      | 후타바 유유             | ↓1                      | 키나미 라이토           | ↓1                      | 카이토 아사히           |
| 6                       | 후타바 유유             | ↑1                      | 코토미 쿠라라           | ↑2                      | 하야미 시오사           | ↑2                      | 후타바 유유             |
| 7                       | 코토미 쿠라라           | ↓2                      | 카이토 아사히           | ↓1                      | 코토미 쿠라라           | →                       | 코토미 쿠라라           |
| 8                       | 하야미 시오사           | →                       | 하야미 시오사           | ↓3                      | 후타바 유유             | ↓2                      | 하야미 시오사           |

| 츠키구미 소속 생도 성적                               | 츠키구미 소속 생도 성적 | 츠키구미 소속 생도 성적 | 츠키구미 소속 생도 성적 | 츠키구미 소속 생도 성적 | 츠키구미 소속 생도 성적 | 츠키구미 소속 생도 성적 | 츠키구미 소속 생도 성적 |
| -                                                     | 입단 (2017년)           | 연1 (2018년)            | 연1 (2018년)            | 연3 (2020년)            | 연3 (2020년)            | 연5 (2022년, 확정)      | 연5 (2022년, 확정)      |
| ----------------------------------------------------- | ----------------------- | ----------------------- | ----------------------- | ----------------------- | ----------------------- | ----------------------- | ----------------------- |
| 1                                                     | 하온 미카               | →                       | 시라카와 리리           | →                       | 시라카와 리리           | →                       | 시라카와 리리           |
| 2                                                     | 아야지 유리카           | →                       | 아야지 유리카           | →                       | 아야지 유리카           | ↑2                      | 루오우 리아             |
| 3                                                     | 시라카와 리리           | ↓2                      | 하온 미카               | →                       | 하온 미카               | →                       | 하온 미카               |
| 4                                                     | 루오우 리아             | →                       | 루오우 리아             | →                       | 루오우 리아             | ↓2                      | 아야지 유리카           |
| 5                                                     | 소 유우키               | ↑2                      | 마노아 미오             | ↑2                      | 소 유우키               | ↑1                      | 마노아 미오             |
| 6                                                     | 마노아 미오             | ↑1                      | 아마노 카구야           | ↓1                      | 마노아 미오             | ↓1                      | 소 유우키               |
| 7                                                     | 아마노 카구야           | ↓2                      | 소 유우키               | ↑1                      | 마리야 소나타           | →                       | 마리야 소나타           |
| 8                                                     | 마리야 소나타           | →                       | 마리야 소나타           | ↓2                      | 아마노 카구야           |                         |                         |
| *아마노 카구야 - 2021년 퇴단 (연5, 최종 시험 전 퇴단) |                         |                         |                         |                         |                         |                         |                         |

| 유키구미 소속 생도 성적                                                          | 유키구미 소속 생도 성적 | 유키구미 소속 생도 성적 | 유키구미 소속 생도 성적 | 유키구미 소속 생도 성적 | 유키구미 소속 생도 성적 | 유키구미 소속 생도 성적 | 유키구미 소속 생도 성적 |
| -                                                                                | 입단 (2017년)           | 연1 (2018년)            | 연1 (2018년)            | 연3 (2020년)            | 연3 (2020년)            | 연5 (2022년, 확정)      | 연5 (2022년, 확정)      |
| -------------------------------------------------------------------------------- | ----------------------- | ----------------------- | ----------------------- | ----------------------- | ----------------------- | ----------------------- | ----------------------- |
| 1                                                                                | 하나타바 유메           | →                       | 하나타바 유메           | →                       | 하나타바 유메           | →                       | 하나타바 유메           |
| 2                                                                                | 아마사키 레아           | ↑2                      | 소우미 하루마           | ↑4                      | 세이미 유우             | →                       | 세이미 유우             |
| 3                                                                                | 타이가 소아             | ↑3                      | 마나하 아야네           | ↑4                      | 리나 쿠루미             | ↑2                      | 소우미 하루마           |
| 4                                                                                | 소우미 하루마           | ↓2                      | 아마사키 레아           | ↓1                      | 마나하 아야네           | -                       | 유메시로 아야           |
| 5                                                                                | 세이미 유우             | ↓2                      | 타이가 소아             | ↓3                      | 소우미 하루마           | ↓1                      | 마나하 아야네           |
| 6                                                                                | 마나하 아야네           | ↓1                      | 세이미 유우             | ↓2                      | 아마사키 레아           | ↓3                      | 리나 쿠루미             |
| 7                                                                                | 리나 쿠루미             | →                       | 리나 쿠루미             | →                       | 사란 레이아             | ↑1                      | 사란 레이아             |
| 8                                                                                | 사란 레이아             | →                       | 사란 레이아             |                         |                         | ↓1                      | 아마사키 레아           |
| *타이가 소아 - 2018년 퇴단 (연2) *유메시로 아야 - 2020년 소라구미에서 이동 (연4) |                         |                         |                         |                         |                         |                         |                         |

| 호시구미 소속 생도 성적                                                             | 호시구미 소속 생도 성적 | 호시구미 소속 생도 성적 | 호시구미 소속 생도 성적 | 호시구미 소속 생도 성적 | 호시구미 소속 생도 성적 | 호시구미 소속 생도 성적 | 호시구미 소속 생도 성적 |
| -                                                                                   | 입단 (2017년)           | 연1 (2018년)            | 연1 (2018년)            | 연3 (2020년)            | 연3 (2020년)            | 연5 (2022년, 확정)      | 연5 (2022년, 확정)      |
| ----------------------------------------------------------------------------------- | ----------------------- | ----------------------- | ----------------------- | ----------------------- | ----------------------- | ----------------------- | ----------------------- |
| 1                                                                                   | 루리 하나카             | →                       | 루리 하나카             | →                       | 루리 하나카             | →                       | 루리 하나카             |
| 2                                                                                   | 유란 스이               | →                       | 유란 스이               | →                       | 유란 스이               | ↑1                      | 히로키 유즈하           |
| 3                                                                                   | 호시사키 노조미         | →                       | 호시사키 노조미         | ↑1                      | 히로키 유즈하           | ↓1                      | 유란 스이               |
| 4                                                                                   | 히로키 유즈하           | ↑2                      | 오토카 리마             | ↓1                      | 호시사키 노조미         | ↑1                      | 하레이 유카             |
| 5                                                                                   | 하레이 유카             | ↓1                      | 히로키 유즈하           | →                       | 하레이 유카             | ↓1                      | 호시사키 노조미         |
| 6                                                                                   | 오토카 리마             | ↓1                      | 하레이 유카             | →                       | 에미카 레나             | →                       | 에미카 레나             |
| 7                                                                                   | 에미카 레나             | →                       | 에미카 레나             |                         |                         |                         |                         |
| 8                                                                                   | 코가 토이로             | →                       | 코가 토이로             |                         |                         |                         |                         |
| *오토카 리마 - 2019년 퇴단 (연3. 시험 전) *코가 토이로 - 2019년 퇴단 (연3, 시험 전) |                         |                         |                         |                         |                         |                         |                         |

| 소라구미 소속 생도 성적                                                                                             | 소라구미 소속 생도 성적 | 소라구미 소속 생도 성적 | 소라구미 소속 생도 성적 | 소라구미 소속 생도 성적 | 소라구미 소속 생도 성적 | 소라구미 소속 생도 성적 | 소라구미 소속 생도 성적 |
| - | 입단 (2017년)           | 연1 (2018년)            | 연1 (2018년)            | 연3 (2020년)            | 연3 (2020년)            | 연5 (2022년, 확정)      | 연5 (2022년, 확정)      |
| --- | ----------------------- | ----------------------- | ----------------------- | ----------------------- | ----------------------- | ----------------------- | ----------------------- |
| 1 | 유메시로 아야           | →                       | 유메시로 아야           | →                       | 유메시로 아야           | ↑1                      | 아리아 키이             |
| 2 | 아오사키 이오리         | ↑1                      | 칸나 히마리             | ↑5                      | 아논 유세이             | ↓1                      | 아논 유세이             |
| 3 | 칸나 히마리             | ↓1                      | 아오사키 이오리         | ↑3                      | 아리아 키이             | →                       | 칸나 히마리             |
| 4 | 아야히 히나             | ↑3                      | 나츠 하야토             | ↓2                      | 칸나 히마리             | →                       | 아야히 히나             |
| 5 | 아리아 키이             | ↓1                      | 아야히 히나             | →                       | 아야히 히나             | →                       | 루우키 미우사           |
| 6 | 아논 유세이             | ↓1                      | 아리아 키이             | ↓2                      | 나츠 하야토             |                         |                         |
| 7 | 나츠 하야토             | ↓1                      | 아논 유세이             | ↑1                      | 루우키 미우사           |                         |                         |
| 8 | 루우키 미우사           | →                       | 루우키 미우사           | ↓5                      | 아오사키 이오리         |                         |                         |
| *나츠 하야토 - 2020년 퇴단 (연4) *유메시로 아야 - 2020년 유키구미로 이동 (연4) *아오사키 이오리 - 2020년 퇴단 (연4) |                         |                         |                         |                         |                         |                         |                         |